# Ulica Siemianowicka w Katowicach
Ulica Siemianowicka w Katowicach − jedna z ulic w katowickiej dzielnicy Dąbrówka Mała. Rozpoczyna swój bieg przy rondzie księdza Jerzego Pawlika (skrzyżowanie ul. Leopolda, ul. Wiertniczej, ul. Budowlanej i ul. gen. Henryka Le Ronda). Następnie krzyżuje się z ulicą Międzyblokową, ulicą Józefa Biniszkiewicza i drogą dojazdową do ulicy księdza Wiktora Siwka. Kończy swój bieg przy Elektorciepłowni Katowice. Swoją nazwę wzięła od miasta Siemianowice Śląskie, w kierunku którego biegnie.

## Opis

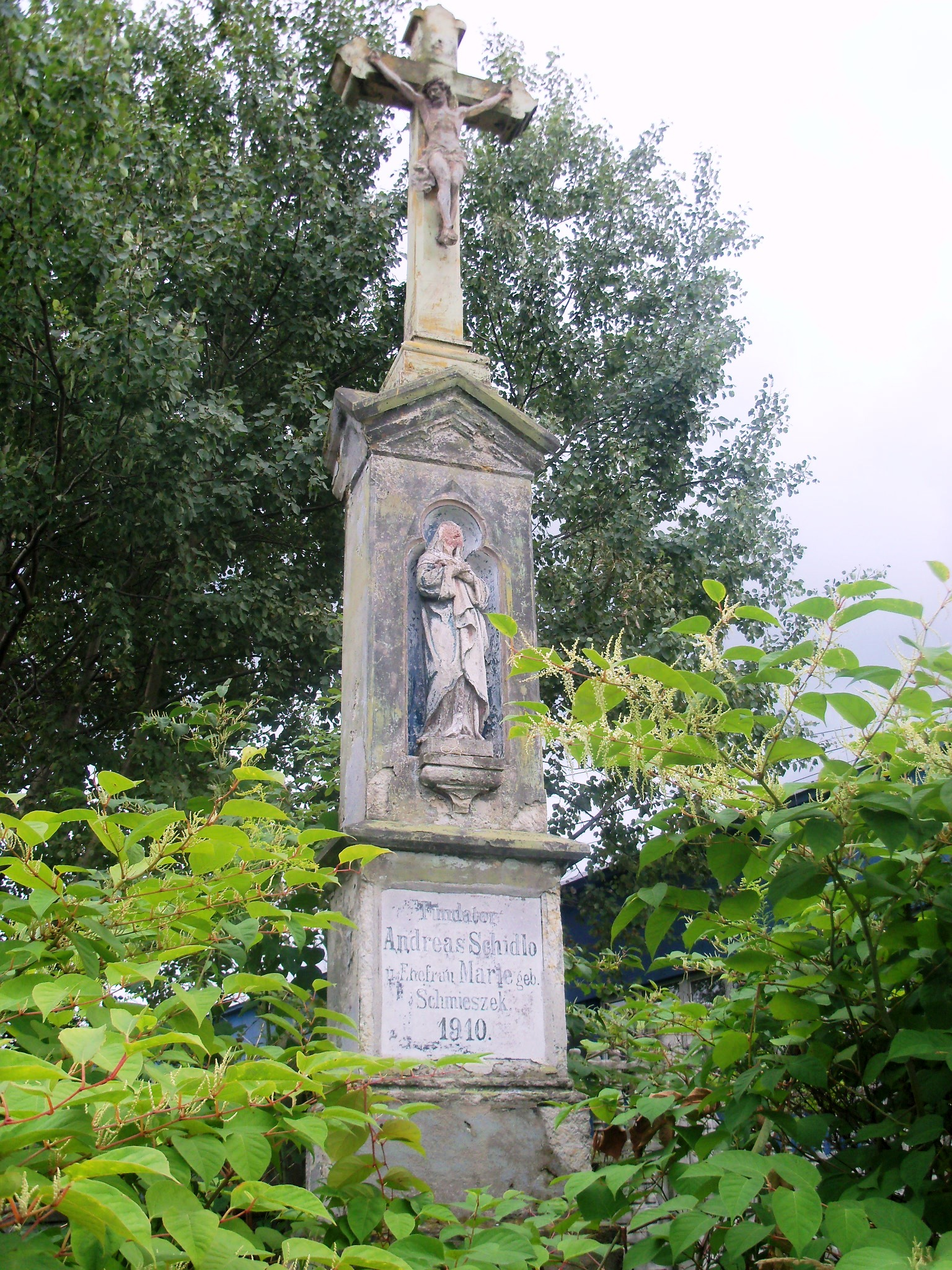
Krzyż przydrożny (w rejonie dawnej Elektorciepłowni Katowice)

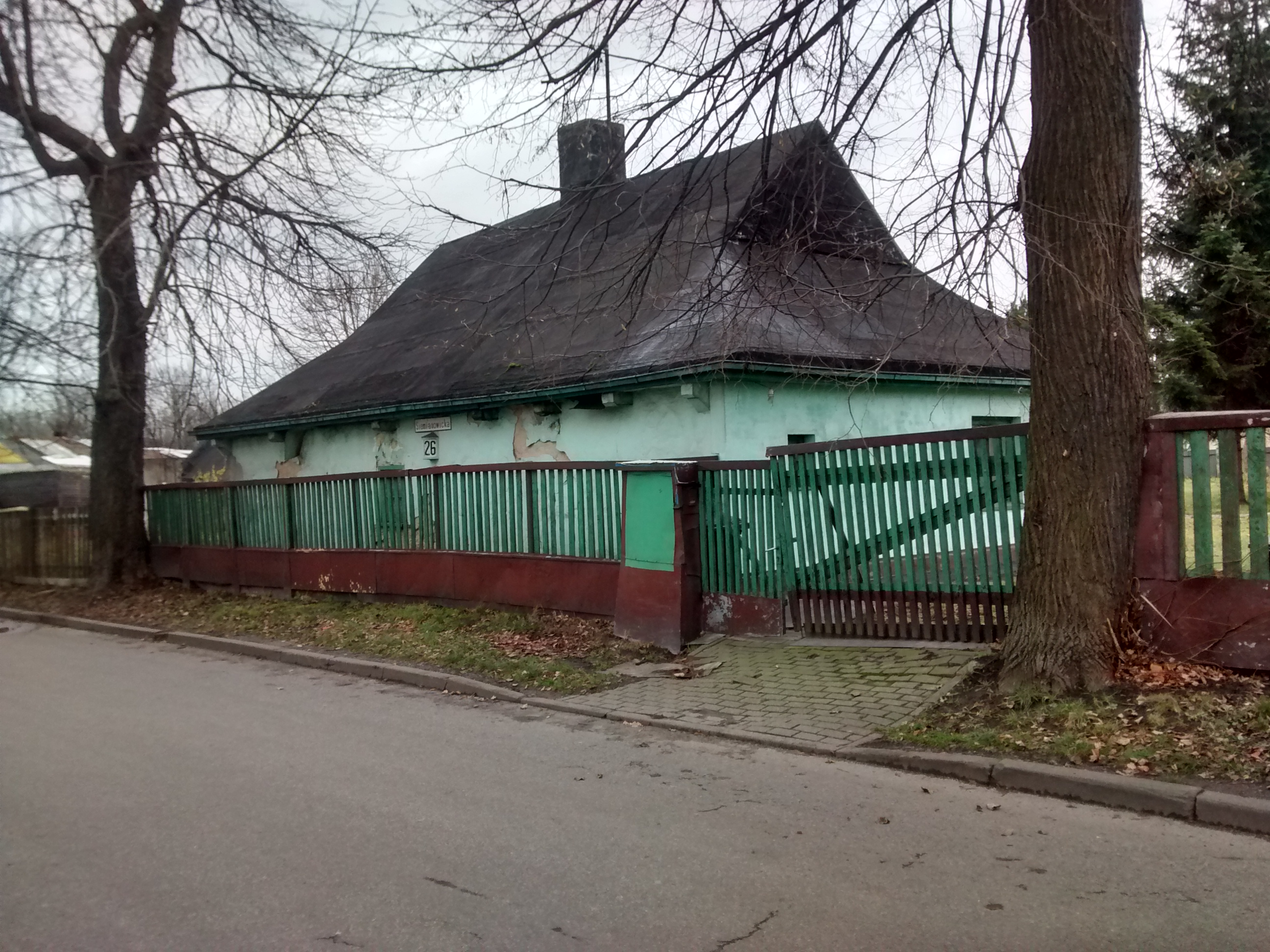
Dom przy ul. Siemianowickiej 26

Droga istniała już w XVIII wieku jako trakt do Siemianowic Śląskich. Powstała przy niej wtedy Kolonia Pniaki − przysiółek Dąbrówki Małej. W drugiej połowie XIX wieku na terenie Pniaków działała kopalnia „Gute Zuflucht”. Dla jej pracowników wybudowano przy ulicy osiedle tzw. „familoków”, istniejących do dzisiaj. 
Do 1922 droga nosiła nazwę Laurahütterstrasse, w latach 1922–1932 ul. Huty Laury (wymiennie Laurahucka), 1932–1939 ul. Siemianowicka, 1939–1945 Laurahütterstrasse, od 1945 ul. Siemianowicka.
W latach osiemdziesiątych XX wieku w końcowym biegu ulicy wybudowano Elektrociepłownię Katowice, na terenach dawnego przysiółka Nowy Czekaj. Elektrociepłownia posiada moc cieplną 692 MW i moc elektryczną 205 MW. Do 2005 ulicą kursował autobus KZK GOP linii 277. W 2009 przebudowano skrzyżowanie ulic gen. Henryka Le Ronda, Budowlanej, Siemianowickiej i Leopolda (budowa ronda księdza Jerzego Pawlika).
W listopadzie 2011 spłonęła stolarnia przy ul. Siemianowickiej.

## Obiekty i instytucje
Przy ulicy znajdują się następujące historyczne obiekty:
- budynek dawnej wytwórni farb "Reflex" z początku XX wieku (ul. Siemianowicka 1), nie zachował się w całości[7]; obiekt posiada cechy stylu historyzmu;
- krzyż przydrożny (w rejonie Elektrociepłowni Katowice) z figurą Matki Boskiej i Chrystusa; wzniesiony w 1910 z fundacji Andreasa Schidlo[8];
- familoki (ul. Siemianowicka 7, 9, 36), wybudowane na początku XX wieku w stylu historyzmu ceglanego/modernizmu;
- dom mieszkalny (ul. Siemianowicka 18), wzniesiony w pierwszej ćwierci XX wieku w stylu modernizmu/historyzmu;
- familok z pierwszej ćwierci XX wieku (ul. Siemianowicka 24), posiada cechy stylu historyzmu ceglanego prostego;
- dawna zagroda (ul. Siemianowicka 26), wzniesiona prawdopodobnie między 1818 a 1825, przebudowana w 1948, posiada cechy stylu tradycji budownictwa ludowego;
- krzyż przydrożny przy rondzie ks. Jerzego Pawlika, wzniesiony 1889 z fundacji Jana Mikusiego i Antoniego Kaczmarka[9].

W 2016 wyburzono obiekt przy ul. Siemianowickiej 14.
Przy ulicy Siemianowickiej swoją siedzibę mają: firmy i przedsiębiorstwa usługowo-handlowe, Śląskie Centrum Poligrafii "Astralon" S.A., Przedsiębiorstwo Robót Inżynieryjnych "DP Autostrada Śląska", Przedsiębiorstwo Robót Inżynieryjnych "Drogopol", niepubliczne zakłady opieki zdrowotnej, Przedsiębiorstwo Budownictwa Inżynieryjno i Mostowego "Energopol", Wydawnictwo "Nowiny", Przedsiębiorstwo Budowy Dróg "Drogopol−ZW", Fundacja Na Rzecz Rozwoju i Promocji Współzawodnictwa Tenisowego, Południowy Koncern Energetyczny − Elektrociepłownia Katowice (ul. Siemianowicka 60).
Przy ulicy zlokalizowany jest teren inwestycyjny o powierzchni 16,8 ha, którego właścicielem jest miasto Katowice. Teren posiada przeznaczenie pod zabudowę mieszkaniową.